# João Novais
Pour les articles homonymes, voir Novais.
João Novais, de son nom complet João Pedro Barradas Novais, est un footballeur portugais né le 10 juillet 1993 à Vila Nova de Gaia. Il évolue au poste de milieu central à Alanyaspor.

## Biographie
Il commence sa carrière en 2012 dans le Leixões SC qui évolue en deuxième division portugaise,.
En 2015, il est transféré au Rio Ave FC en première division,.
Il est joueur du Sporting Braga depuis 2018,.